# Pic Rosillo
 (mai 2020).
Le pic Rosillo (en anglais : Rosillo Peak) est un sommet du comté de Brewster, au Texas, dans le Sud des États-Unis. Culminant à 1 660 mètres d'altitude, il constitue le point culminant des monts Rosillos. Il est protégé au sein du parc national de Big Bend.